# Mononchus allgeni
Mononchus allgeni är en rundmaskart. Mononchus allgeni ingår i släktet Mononchus och familjen Mononchidae. Inga underarter finns listade i Catalogue of Life.